# Maison-des-Champs
Maison-des-Champs – miejscowość i gmina we Francji, w regionie Grand Est, w departamencie Aube.
Według danych na rok 1990 gminę zamieszkiwało 36 osób, a gęstość zaludnienia wynosiła 8 osób/km².

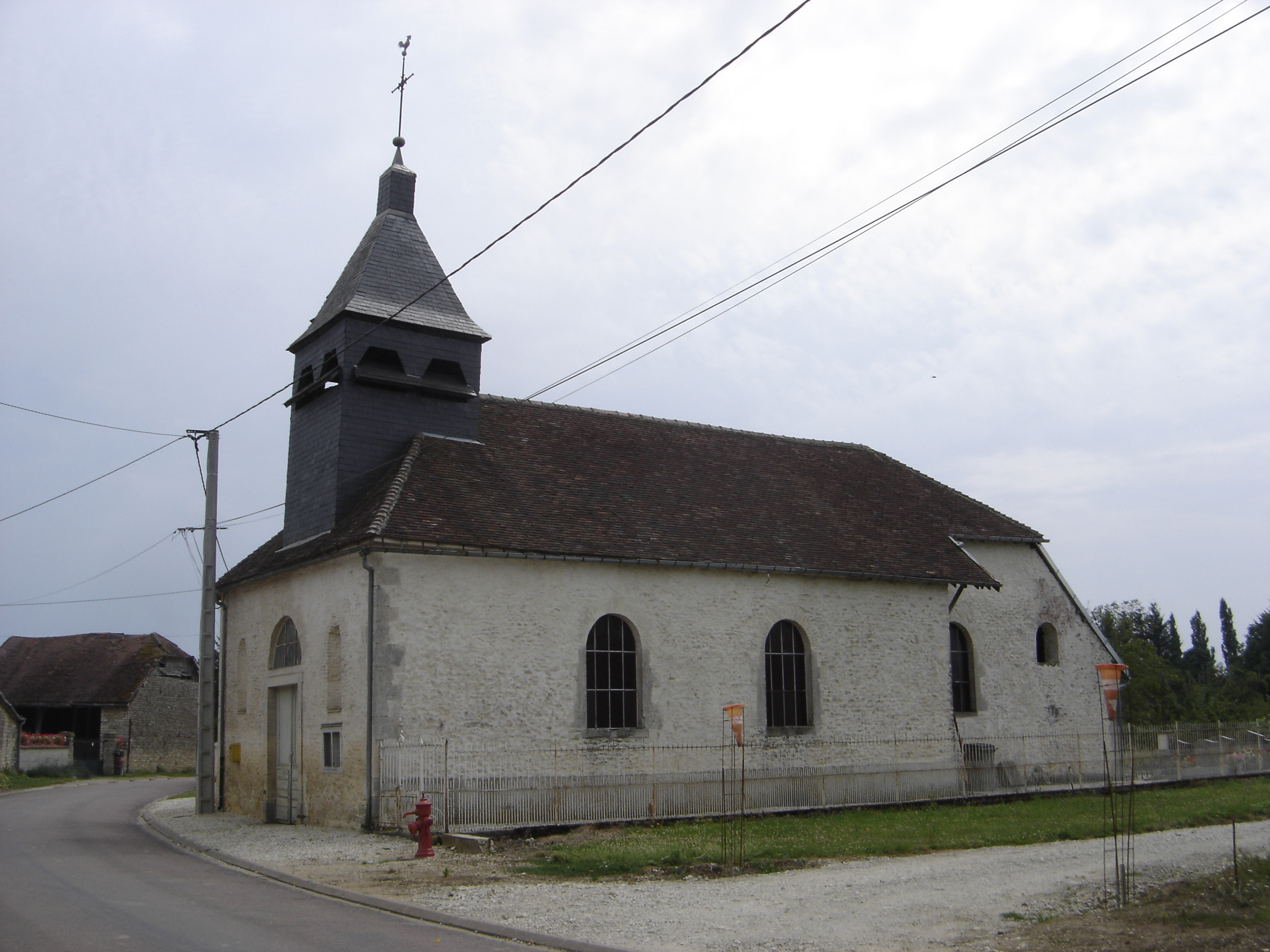
Kościół w Maison-des-Champs, 2009